# Station Takeda (Kyoto)
Station Takeda (竹田駅, Takeda-eki) is een spoorweg- en metrostation in de wijk Fushimi-ku in de Japanse stad  Kyoto. Het wordt aangedaan door de Kyoto-lijn (Kintetsu) en de Karasuma-lijn (Metro van Kyoto). Het station heeft vier sporen, gelegen aan twee eilandperrons. Het station is het enige bovengrondse metrostation in Kyoto en is het eindstation van de Karasuma-lijn, hoewel er regelmatig treinen doorrijden tot aan Nara via de Kyoto-lijn.

## Lijnen

### Kintetsuen deMetro van Kyoto
Het station heeft het nummer K15.
| 1 | ■ Kyoto-lijn    | richting Tambabashi, Shin-Tanabe, Yamato-Saidaiji en Nara |
| 2 | ■ Kyoto-lijn    | richting Tambabashi, Shin-Tanabe, Yamato-Saidaiji en Nara |
| 3 | ■ Karasuma-lijn | richting Kyoto, Karasuma Oike en Kokusaikaikan            |
| 4 | ■ Kyoto-lijn    | richting Tambabashi, Shin-Tanabe, Yamato-Saidaiji en Nara |

## Geschiedenis
Het station werd in 1928 onder de naam Jōnangu (城南宮) geopend. In 1940 werd de naam veranderd in Takeda en in 1988 kreeg de Karasuma-lijn haar eindhalte aan het station.

## Overig openbaar vervoer
Bussen 5, 8, 18 en 81 van het netwerk van Kyoto en bussen van Keihan en Kintetsu.

## Stationsomgeving
- Jōnan-tempel
- Anrakuju-tempel
- Takeda-opstelterrein
- Hoofdkantoor van Kyocera
- FamilyMart

Kyoto · Tōji · Jūjō · Kamitobaguchi · Takeda · Fushimi · Kintetsu Tambabashi · Momoyama-Goryō-mae · Mukaijima · Ogura · Iseda · Ōkubo · Kutsukawa · Terada · Tonoshō · Shin-Tanabe · Kōdo · Miyamaki · Kintetsu Miyazu · Komada · Shin-Hōsono · Kizugawadai · Yamadagawa · Takanohara · Heijō · Yamato-Saidaiji (>> Nara-lijn · Kashihara-lijn)
Kokusaikaikan · Matsugasaki · Kitayama · Kitaōji · Kuramaguchi · Imadegawa · Marutamachi · Karasuma Oike · Shijō · Gojō · Kyoto · Kujō · Jūjō · Kuinabashi · Takeda (>> doorgaande lijnen via de Kintetsu Kyoto-lijn)